# Столкновение кораблей ВМС США и СССР в Чёрном море (1988)
Столкновение кораблей ВМС США и СССР в Чёрном море 12 февраля 1988 года (англ. Black Sea bumping incident of 1988) — морской инцидент, когда два советских боевых корабля, сторожевой корабль СКР «Беззаветный» и «СКР-6», совершили навал на два американских боевых корабля — ракетный крейсер «Йорктаун» и эсминец «Кэрон» в спорных территориальных водах.

## Предыстория
Вторая половина 80-х годов XX века знаменовалась для Советского Союза нарастанием экономического и политического кризисов, что не могло не отразиться и на международном положении страны. СССР продолжал оставаться мощной мировой державой, оплотом мирового социализма, однако уже начинал «терять хватку» в противостоянии с капиталистическим миром.
В результате в этот период увеличилось количество провокационных действий со стороны основного «вероятного противника» — США.
Полем для подобных провокаций, кроме всего прочего, стал вопрос об определении границы территориальных вод, а именно: линии, от которой следует вести отсчёт 12-мильной зоны территориальных вод. В США утверждали, что отсчёт следует вести от каждой точки береговой линии. В Советском Союзе придерживались принципа так называемой «базисной линии»: например, при определении зоны территориальных вод в заливах расстояние до границы отсчитывались не от береговой черты, а от линии, соединяющей входные мысы заливов.
Дополнительным фактором, который использовался при провокациях, являлось то, что Конвенция ООН по морскому праву (UNCLOS III), подписанная СССР в 1982 году, оговаривала возможный мирный проход (innocent passage) боевых кораблей с оружием на борту через отдельные участки территориальных вод прибрежных государств. Это допускалось в исключительных случаях, с целью сокращения пути и обязательным соблюдением ряда условий: не выполнять разведывательных задач, не поднимать в воздух летательные аппараты, не проводить учения.
В прилегающих к территории СССР водах было несколько районов со спорной линией демаркации государственной границы. Один из таких районов находился у побережья Крыма с координатами 44° с. ш. и 33° в. д. Поблизости от него на берегу был расположен ряд важных стратегических объектов: в Саках находился наземный испытательный тренажёр корабельной авиации (НИТКА), на котором осуществлялась подготовка лётчиков будущей авиагруппы авианосца «Леонид Брежнев» («Адмирал флота Кузнецов»), а в Форосе достраивался комплекс дач ЦК КПСС, оснащаемый соответствующей системой правительственной связи.
13 марта 1986 года крейсер «Йорктаун» (USS CG 48 Yorktown) и эсминец «Кэрон» (USS DD-970 Caron) вошли в территориальные воды у южного побережья Крыма на 6 миль (примерно 10 км). Причём американские корабли следовали с работающими радиолокационными станциями и другими радиоэлектронными средствами, что означало выполнение ими разведывательных задач. После этого случая главнокомандующий ВМФ адмирал флота В. Н. Чернавин обратился к министру обороны маршалу С. Л. Соколову с планом активного противодействия подобным провокациям.
На основе этого плана маршал Соколов летом 1986 года сделал специальный доклад в Центральный комитет КПСС, подробно рассказав «о мерах в случае очередных нарушений американскими кораблями территориальных вод на Чёрном море». В докладе предлагалось активно сковывать действия кораблей-нарушителей вплоть до навала бортом на них и вытеснения из территориальных вод страны. После этого адмирала Чернавина пригласили на Совет обороны страны, проводившийся под председательством М. С. Горбачёва. В присутствии Горбачева, председателя КГБ В. М. Чебрикова, министра иностранных дел Э. А. Шеварднадзе, председателя Совета министров Н. И. Рыжкова, министра обороны, начальника Генштаба и главкомов всех родов войск адмирал подробно рассказал о существе проблемы и о своей идее навала, приведя пример с танками, более понятный сухопутным военачальникам. Горбачёв одобрил идею, заодно порекомендовав при этом «подобрать корабли покрепче». Он также попросил Чернавина заранее предусмотреть все меры, исключающие жертвы среди личного состава кораблей.
Прямым следствием этого совещания стала специальная директива главнокомандующего ВМФ командующим флотами на Севере, Тихом океане и на Чёрном море на вытеснение иностранных кораблей-нарушителей.

## События 12 февраля

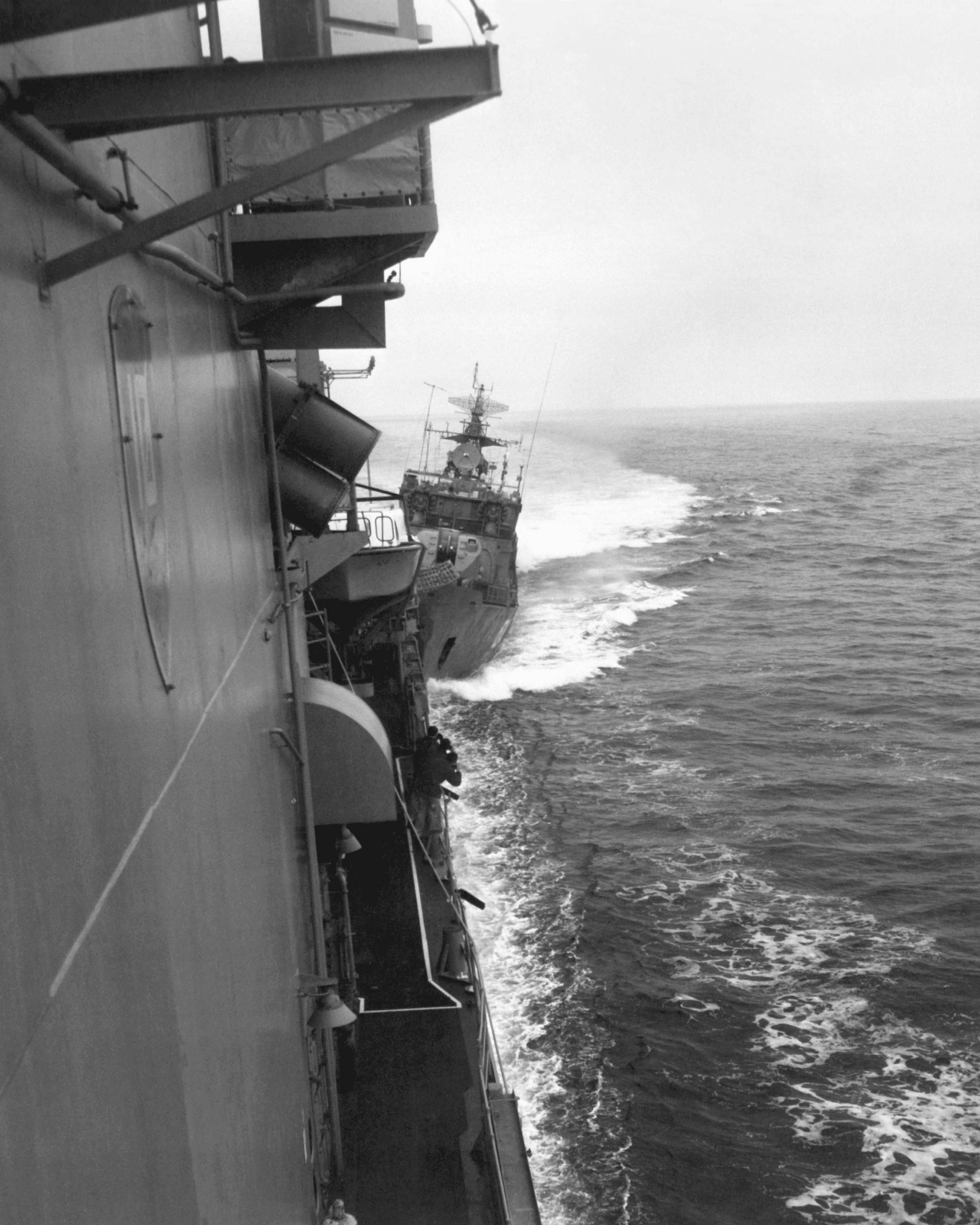
Навал «СКР-6» на эсминец «Кэрон»

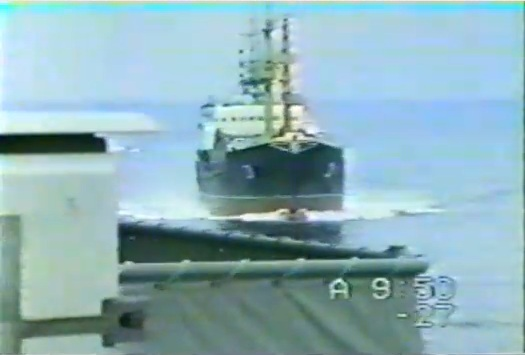
Опасное маневрирование ПСК «Ямал» вблизи эсминца «Кэрон»

В начале февраля 1988 года стало известно о предстоящем заходе в Чёрное море крейсера «Йорктаун» и эсминца «Кэрон» из состава 6-го флота США. Чернавин отдал командующему Черноморским флотом (ЧФ) адмиралу М. Н. Хронопуло приказ действовать в соответствии с полученной ранее директивой.
Так как Хронопуло в то время находился в Москве, непосредственным руководителем операции по вытеснению стал начальник штаба ЧФ вице-адмирал Валентин Селиванов. Выполнение задачи было возложено на командира СКР «Беззаветный» капитана 2-го ранга В. И. Богдашина и командира «СКР-6» капитана 3-го ранга А. А. Петрова. Кроме того, для сопровождения американских кораблей были направлены пограничный СКР «Измаил» и поисково-спасательный корабль «Ямал». Всей группой кораблей командовал начальник штаба 70-й бригады 30-й дивизии противолодочных кораблей ЧФ капитан 2-го ранга Николай Михеев.
Советские корабли взяли американские суда на сопровождение сразу после выхода из Босфора. Американцы прошли территориальные воды Болгарии, затем территориальные воды Румынии, далее отвернули на восток, перешли в район 40-45 миль юго-юго-восточнее Севастополя и в течение двух суток находились там.
12 февраля командный пункт ЧФ примерно в 9 часов 45 минут получил доклад Михеева: «Американские корабли легли на курс 90°, который ведёт в наши терводы, скорость 14 узлов. До тервод 14 миль». Селиванов приказал Михееву передать на американские корабли: «Ваш курс ведёт в советские воды, что недопустимо. Имею приказ вытеснять вас, вплоть до навала и тарана». Американцы ответили: «Мы ничего не нарушаем, следуем прежним курсом, скорость та же». Тогда Михеев получил указание занять позиции для вытеснения.
В 10 часов 45 минут «Йорктаун» и «Кэрон» вошли в территориальные воды СССР. Пограничный СКР «Измаил» поднял сигнал: «Вы нарушили границу территориальных вод СССР», а «Беззаветный», «СКР-6» и «Ямал» начали манёвр на сближение с американцами. «Беззаветный» догнал «Йорктаун», и некоторое время корабли шли параллельными курсами практически вплотную друг к другу.
В 11 часов 02 минуты «Беззаветный» переложил руль вправо и произвёл навал на корму «Йорктауна» правым бортом под углом 30 градусов. От удара и трения бортов посыпались искры и загорелась бортовая краска. Якорь «Беззаветного» одной лапой разорвал обшивку борта крейсера, а другой сделал пробоину в носовой части борта своего корабля. В то же время «СКР-6» прошел по касательной вдоль левого борта эсминца «Кэрон», срубил ему леера, порвал обшивку борта и разбил шлюпку. Командир «Ямала» тоже производил опасное сближение с «Кэроном», но без столкновения.
После удара «Беззаветный» и «Йорктаун» развернуло в противоположные друг от друга стороны, но оба командира приказали вернуть корабли на прежний курс, а «Беззаветный» к тому же ещё и увеличил скорость, что привело к ещё одному навалу.
Во время второго удара высокий форштевень «Беззаветного» влез на вертолётную палубу «Йорктауна» (при этом корма советского корабля оказалась на срезе уровня воды) и с креном на левый борт стал сползать в сторону крейсерского юта. При этом сторожевик снёс леерное ограждение крейсера, разломал его командирский катер и пусковую установку ПКР «Гарпун». В результате столкновения на «Йорктауне» начался пожар.
«Беззаветный» отошёл от «Йорктауна», но предупредил, что повторит навал, если американские корабли не покинут территориальные воды. Однако вместо этого эсминец «Кэрон» пошёл на сближение с «Беззаветным», и оба американских корабля на сходящихся курсах стали как бы сжимать в клещи оказавшийся между ними сторожевик. В ответ Михеев приказал демонстративно зарядить реактивные бомбомётные установки РБУ-6000 глубинными бомбами и развернуть их по траверзу на правый и левый борт соответственно против крейсера и эсминца.
Американские корабли прекратили сближение, но на «Йорктауне» стали готовить к взлёту палубные вертолёты. Селиванов приказал Михееву передать американцам: «Вертолеты в случае их подъёма в воздух будут сбиты, как нарушившие воздушное пространство Советского Союза», и дал указание направить в район инцидента авиацию флота. После появления над американскими кораблями двух Ми-24 вертолёты «Йорктауна» закатили обратно в ангар. Американские корабли изменили курс и ушли в нейтральные воды, где легли в дрейф. Через несколько часов оба корабля направились в сторону Босфора, не заходя более в советские территориальные воды.
«Йорктаун» получил сильные повреждения и три месяца стоял в ремонте. Несмотря на то, что «Беззаветный» был повреждён незначительно, его ремонт продлился месяц.
Владимир Богдашин был награждён орденом Красной Звезды, и в 1991 году принял должность командира крейсера «Москва» — флагмана ЧФ СССР. После инцидента СКР «Беззаветный» около месяца находился в ремонте, после чего продолжил службу. 14 июля 1997 года экипаж корабля был расформирован. 1 августа 1997 по условиям раздела Черноморского флота «Беззаветный» передан ВМС Украины.
«СКР-6» был списан в 1990 году.

## Мнение американской стороны о событиях 12 февраля 1988 года
В 1992 году в официальном издании военного ведомства США «Военное правовое обозрение» (англ. Dept. Army pamphlet MILITARY LAW REVIEW, winter 1992) была опубликована статья, упоминающая инцидент в Чёрном море 12 февраля 1988 года.
Согласно этому источнику, в 1982 году СССР принял Закон о Государственной границе СССР и ряд подзаконных актов, которыми советской стороной были введены ограничения на свободный проход иностранных военных кораблей в пяти зонах территориальных вод СССР (в Балтийском, Охотском, Японском и Чёрном морях). США считали, что введение данных ограничений является нарушением международных законов и, в частности, Конвенции о свободном мореходстве.
12 февраля 1988 года крейсер «Йорктаун» и эсминец «Кэрон» получили указание Пентагона проследовать через закрытый советской стороной для свободного прохода район в территориальных водах СССР вблизи Крымского полуострова. Целью этой акции была «демонстрация не провокационного использования права свободного прохода» (to manifest a non provocative exercise of the right of innocent passage).
Согласно источнику, первым в ордере шёл «Кэрон», за ним «Йорктаун». После обмена радиограммами, по указанию советского командования, СКР-6 совершил навал на «Кэрон», и через три минуты «Беззаветный» совершил навал на «Йорктаун». Однако американские корабли всё равно продолжали следовать своим курсом и завершили проход через советские территориальные воды.
США считают, что проход американских военных кораблей через советские территориальные воды 12 февраля 1988 года был законной реализацией права свободного прохода (the transits of the Caron and the Yorktown were valid exercises of the right of innocent passage). В то же время Ричард Армитидж, советник министра обороны США по международной безопасности (Assistant Secretary of Defense for International Security Affairs), считал, что подобные проходы «с оперативной точки зрения не являются необходимыми» (from an operational
standpoint, the transits were not necessary).

## Сравнительные характеристики кораблей, участвовавших в навале
| параметры - длина: 172 м - ширина: 16 м - водоизмещение: 9600 тонн - запас хода: 6000 миль - экипаж: 400 - скорость: 32 узла вооружение - орудия: 2 127 мм MK.45 - торпедные аппараты: 2 Mk32 - ракетные установки: 2 MK41 - противокорабельные комплексы: 8 Гарпун - зенитные установки: 2 Вулкан MK.15; 2 ЗРК Стандарт - противолодочные комплексы: 2 АСРОК-ВЛА - вертолёты: 2 вертолёта Sikorsky SH-60 Seahawk - системы управления огнём: Иджис | параметры - длина: 123 м - ширина: 14,2 м - водоизмещение: 3200 тонн - запас хода: 5000 миль - экипаж: 197 - скорость: 32,2 узла вооружение - 2 спаренные 76,2-мм артустановки АК-726-МР-105 - 4 ПУ УРПК-5 «Раструб» - 2 х 2 ПУ ЗРК «Оса-МА-2» - 2 х 12 реактивных бомбомёта РБУ-6000 «Смерч-2» - 2 х 4 533-мм торпедных аппарата ЧТА-53-1135 - до 16 морских мин |

| параметры - длина: 171 м - ширина: 17,6 м - водоизмещение: 8040 тонн - осадка: 8,8 м - экипаж: 295 - скорость: 32 узла вооружение - орудия: 2 MK.45 - торпедные аппараты: 6 324mm Mk 32 - ракетные установки: 2 MK41 - противокорабельные комплексы: Гарпун - крылатые ракеты: 2 MK-143 для Томагавк - зенитные установки: 2 MK-29 для Морской Воробей; 2 Вулкан MK.15 - противолодочные комплексы: 1 АСРОК-ВЛА - вертолёты: 2 радиолокационное оборудование - сонар: SQS-53B Sonar SQR-19 Tactical Towed Array Sonar - локатор/радар: SPS-40E,SPS-55 - системы управления огнём: SPG-60 | параметры - длина: 82,4 м - ширина: 9,1 м - водоизмещение: 1140 т - осадка: 3 м - экипаж: 96 - скорость: 32 узла вооружение - 2×2 76-мм артустановки АК-726 - 1×5 400-мм торпедных аппарата - 4×12 реактивных бомбомёта РБУ-6000 (120 РГБ-60) |